# Lindholm Høje
 For alternative betydninger, se Lindholm. (Se også artikler, som begynder med Lindholm)
Lindholm Høje er en gravplads fra yngre jernalder og vikingetiden, beliggende på en bakke ved Limfjordens nordside i Nørresundby. Limfjorden er smallest på dette sted, som derfor har fungeret som overfartssted i forbindelsen mellem Vendsyssel og Jylland i øvrigt. Bakkens højde over fjorden er 42 m.
På højen findes flere hundrede skibssætninger og over 700 grave, fortrinsvis brandgrave. De ældste er fra omkring år 500 og de nyeste omkring år 1100. Der er også udgravet rester af en by i området.
I slutningen af vikingetiden blev hele området dækket af flyvesand, som har hjulpet med at bevare resterne.
Frøken Augusta Zangenberg, en ivrig amatørarkæolog i slutningen af 1800-tallet, var formodentlig den første til at indse hvor betydningsfuldt et fortidsminde, der var tale om. Hun købte området for 200 kr i 1896, men inden handelen var endeligt afsluttet, havde man ved udgravninger under Zangenbergs ledelse fundet så mange grave, at ejeren satte prisen op til 2000 kr, hvorefter handelen ikke blev til noget. I 1898 blev området købt og beplantet af en plantageejer Lassen, som var vendt hjem til Danmark fra Brasilien. Han forærede i 1901 området til Nørresundby Kommune.
Gravpladsen blev som helhed udgravet 1952-58 og fredet i 1960. Chefarkæolog på den omfattende udgravning var Oscar Marceen. De store mængder sand, der blev fjernet, blev med et anlagt tipvognstog fragtet over på nordsiden af højene. Ved udgravningen var der ansat 15-20 arbejdsmænd.
Mellem 1993 og 2012 blev der hver år i sidste halvdel af juni måned opført et udendørs skuespil på Lindholm Høje.

## Museum
I 1992 åbnede Lindholm Høje Museum i nye bygninger, der blev finansieret af Aalborg Portland. Fra 2004 er museet en del af Nordjyllands Historiske Museum. Bygningerne blev udvidet i 2008 med støtte fra A.P. Møller og Hustru Chastine Mc-Kinney Møllers Fond til almene Formaal. Museet udstiller mange af fundene fra udgravningerne og demonstrerer samtidigt livet her i vikingetiden og jernalderen.